# Norman Taurog
Norman Taurog, nato Norman Rae Taurog (Chicago, 23 febbraio 1899 – Rancho Mirage, 7 aprile 1981), è stato un regista e sceneggiatore statunitense.

## Biografia
Iniziò, appena adolescente, come attore nel 1913, per poi passare alla regia nella seconda metà degli anni venti, dirigendo Larry Semon in alcuni film comici. Vinse il premio Oscar al miglior regista nel 1931 per Skippy, a soli 32 anni. Ancora al 2020 è il più giovane vincitore in questa categoria, insieme a Damien Chazelle (2017). Tra il 1920 e il 1968 Taurog diresse ben 140 film, tra i quali molte commedie musicali, diversi film con la coppia Dean Martin - Jerry Lewis e, nell'ultima parte della carriera, molti film con Elvis Presley. Fece parte della Motion Picture Alliance for the Preservation of American Ideals, di ispirazione anticomunista.

## Filmografia parziale

### Regista
- Ridolini fra i cinesi (The Fly Cop), co-regia di Mort Peebles e Larry Semon – cortometraggio (1920)
- School Days, co-regia di Mort Peebles e Larry Semon – cortometraggio (1920)
- Ridolini inserviente teatrale (The Stage Hand), co-regia di Larry Semon – cortometraggio (1920)
- Ridolini cerca la fidanzata (The Suitor), co-regia di Larry Semon – cortometraggio (1920)
- The Sportsman, co-regia di Larry Semon – cortometraggio (1921)
- The Hick, co-regia di Larry Semon – cortometraggio (1921)
- The Bakery, co-regia di Larry Semon – cortometraggio (1921)
- Ridolini esattore (The Rent Collector), co-regia di Larry Semon – cortometraggio (1921)
- The Fall Guy, co-regia di Larry Semon – cortometraggio (1921)
- Ridolini groom (The Bell Hop), co-regia di Larry Semon – cortometraggio (1921)
- The Sawmill, co-regia di Larry Semon – cortometraggio (1922)
- Ridolini al varietà (The Show), co-regia di Larry Semon – cortometraggio (1922)
- Ridolini granduca (A Pair of Kings), co-regia di Larry Semon – cortometraggio (1922)
- The Fresh Kid – cortometraggio (1922)
- Aladdin – cortometraggio (1922)
- The Fourflusher
- The Mummy
- The Yankee Spirit
- Uncle Bim's Gifts
- Watch Papa
- Running Wild
- Oh! What a Day!
- Hot Sparks
- Under Covers
- Film Foolish
- Aggravatin' Mama
- Flying Finance
- Oh! Min!
- Midnight Blues
- There He Goes
- Hot Air (1924)
- Pain as You Enter
- Pigskin
- Wild Game
- Andy's Hat in the Ring
- Fast and Furious
- Andy's Stump Speech
- What a Night!
- Motor Mad
- Step Lightly
- Hello, Hollywood
- Wide Awake
- Hello Goodbye
- Andy in Hollywood
- The Cloudhopper
- Rough and Ready
- Going Great
- Below Zero
- Pleasure Bound
- Spot Light
- On Edge
- Cheap Skates
- Lickety Split
- Careful Please
- Nobody's Business
- Mr. Cinderella
- Creeps
- Nothing Matters
- Here Comes Charlie
- Honest Injun
- Move Along
- Jolly Tars
- The Humdinger
- Teacher, Teacher
- Movieland
- Howdy Duke
- Drama Deluxe
- Somebody's Fault
- The Draw-Back
- Breezing Along
- Her Husky Hero
- Goose Flesh
- His Better Half
- Plumb Dumb
- Up in Arms
- At Ease
- Kilties
- New Wrinkles
- The Little Rube
- Papa's Boy
- Lucky Boy (1929)
- Cutie
- Always a Gentleman
- Between Jobs
- Blazing Away
- Slippery Head
- At It Again  (1928)
- Rah! Rah! Rah! (1928)
- Blondes Beware
- A Home Made Man
- Listen Children
- The Diplomats
- In Holland
- The Medicine Men
- Knights Out
- Hired and Fired (1929)
- All Steamed Up
- Detectives Wanted
- Plastered
- Troopers Three
- Sunny Skies
- Hot Curves
- Song Service
- The Fatal Card (1930)
- Follow the Leader (1930)
- Meet the Boyfriend
- It Might Be Worse
- Simply Killing
- Finn ed Hattie
- Skippy (1931)
- Cab Waiting
- I nuovi ricchi
- Huckleberry Finn (1930)
- Sooky
- Se avessi un milione (1932)
- Hold 'Em Jail (1932)
- Papà cerca moglie (1933)
- Coniglio o leone? (1936)
- Rhythm on the Range (1936)
- Baci sotto zero (1937)
- New York si diverte (You Can't Have Everything), (1937)
- Le avventure di Tom Sawyer (The Adventures of Tom Sawyer) (1938)
- La città dei ragazzi (1938)
- Pazza per la musica (1938)
- Balla con me (1940)
- Gli uomini della città dei ragazzi (1941)
- Girl Crazy, co-regia Busby Berkeley (1943)
- La morte è discesa a Hiroshima (1947)
- La legge del cuore (film 1948) (1948)
- Parole e musica (1948)
- La sposa ribelle (The Bride Goes Wild) (1948)
- Il bacio di mezzanotte (1949)
- Credimi (1950)
- Il pescatore della Louisiana (1950)
- Il cantante matto (1952)
- Il caporale Sam (1952)
- C'è posto per tutti (1952)
- Il cammino delle stelle (1953)
- Occhio alla palla (1953)
- Più vivo che morto (1954)
- Il nipote picchiatello (1955)
- Mezzogiorno di... fifa (1956)
- Le tre notti di Eva (1956)
- Un turbine di gioia (1956)
- Vietato rubare le stelle (1957)
- È sbarcato un marinaio (1958)
- C'era una volta un piccolo naviglio (1959)
- Cafè Europa (1960)
- Un marziano sulla Terra (1960)
- Blue Hawaii (1961)
- Cento ragazze e un marinaio (1962)
- Bionde, rosse, brune... (1963)
- Per un pugno di donne (1965)
- Voglio sposarle tutte (1966)
- Fermi tutti, cominciamo daccapo! (1967)
- A tutto gas (1968)
- Live a Little, Love a Little (1968)

### Sceneggiatore
- School Days (1920)
- Ridolini inserviente teatrale
- Ridolini cerca la fidanzata (The Suitor), regia di Larry Semon e Norman Taurog (1920)
- The Sportsman
- The Bakery
- Ridolini esattore
- The Fall Guy, regia di Larry Semon e Norman Taurog (1921)
- Ridolini groom
- The Sawmill
- Ridolini al varietà (The Show), regia di Larry Semon e Norman Taurog (1922)
- Ridolini granduca
- Hello, Hollywood
- The Cloudhopper
- Careful Please
- Nobody's Business
- Creeps
- Nothing Matters
- Who's My Wife?
- Here Comes Charlie
- Move Along
- Jolly Tars
- The Humdinger
- Teacher, Teacher
- Movieland, regia di Norman Taurog (1926)
- Howdy Duke
- Drama Deluxe
- Goose Flesh
- His Better Half
- At Ease
- New Wrinkles
- Papa's Boy
- Always a Gentleman
- Between Jobs
- Blazing Away
- At It Again, regia di Norman Taurog (1928)
- A Home Made Man
- Listen Children